# Patrick Couton
Pour les articles homonymes, voir Couton.
Patrick Couton, né en 1947, est un traducteur français spécialisé dans la science-fiction et la fantasy, en particulier pour les Annales du Disque-monde de Terry Pratchett. 
Il a traduit, entre autres, Orson Scott Card, Michael Moorcock et Terry Pratchett. Pour ce dernier, il a également traduit la trilogie des Johnny Maxwell.
En 1998, il se vit remettre le grand prix de l'Imaginaire pour l'ensemble de ses traductions du Disque-monde.
C'est aussi un musicien (guitare, guitare hawaïenne, autoharpe). Il a notamment été le professeur de banjo de l'écrivain Pierre Bordage, qu'il introduira ensuite à son éditeur L'Atalante.